# فوليانو ريديبوليا
فوليانو ريديبوليا ‎[foʎˈʎaːno ˌrediˈpuʎʎa]‏ (Bisiacco: Foian Redipuia ؛ Friulian ؛ (بالسلوفينية: Foljan-Sredipolje)‏، (بالألمانية: Radepollach)‏) هي بلدية في منطقة فريولي فينيتسيا جوليا الإيطالية، وتقع على بعد قرابة 35 كيلومتر (22 ميل) شمال غرب ترييستي و 13 كيلومتر (8 ميل) جنوب غرب غوريزيا.
تقع فوليانو ريديبوليا على حدود البلديات التالية: دوبيردو ديل لاجو وغراديسكا ديسونتسو ورونشي دي ليجونياري وساجرادو وSan Pier d'Isonzo وفيليسي.

## نصب الحرب العالمية الأولى التذكاري

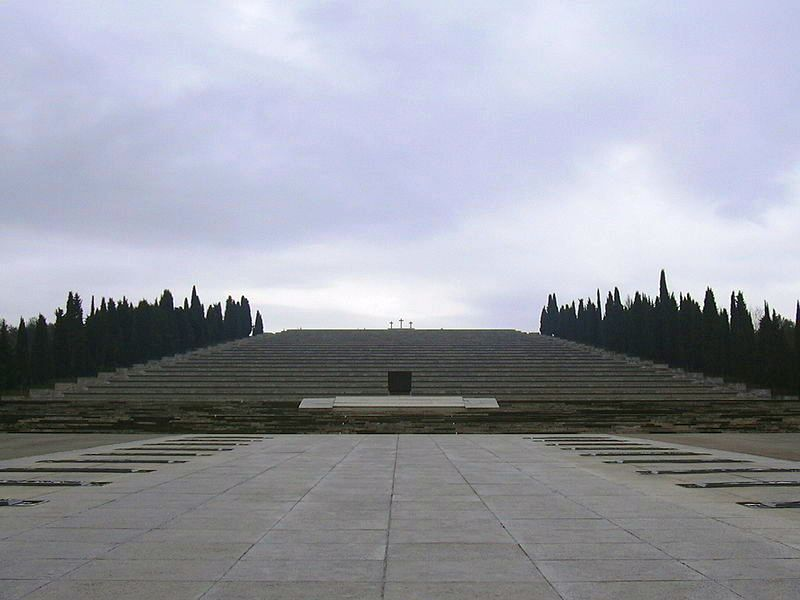
النصب التذكاري لحرب ريديبوليا، وهو مكان رفنت فيه رفاة ما يقرب من 100000 جندي إيطالي. مات أكثر من 650 ألف شخص في ساحات المعارك في الحرب العالمية الأولى.

تقع فوليانو ريديبوليا في الطرف الشرقي للجبهة المتنقّلة للحملة الإيطالية ضد النمسا-المجر ( وألمانيا ) في الحرب العالمية الأولى، وتضم اليوم أكبر نصب تذكاري للحرب في إيطاليا، وهو مقام في جبل سي بوسي في ريديبوليا.
يحتوي النصب التذكاري الضخم للحرب من عام 1938 على جثث 39857 جنديًا إيطاليًا تم التعرف عليهم، و 69330 جثث جنود مجهولي الهوية. في مقبرة مجاورة دفن حوالي 14000 جندي نمساوي مجري. يمكن رؤية تحصينات الخنادق بجوار النصب التذكاري، بالإضافة إلى عرض قطع مدفعية كبيرة من الحرب العالمية الأولى.
زار البابا فرانسيس النصب التذكاري العسكري لريديبوليا في 13 سبتمبر 2014 للاحتفال بالذكرى المئوية للحرب العالمية الأولى للصلاة من أجل أولئك الذين ماتوا في جميع الحروب.

## روابط خارجية
- جولة افتراضية في النصب مع التصوير المحيطي بزاوية 360 درجة - (وقت التصور: مارس 2014)